# 58607 Венцель
58607 Венцель (58607 Wenzel) — астероїд головного поясу, відкритий 19 жовтня 1997 року.
Тіссеранів параметр щодо Юпітера — 3,610.